# Lamont Lee Roland
Lamont Lee Roland (* 12. dubna 1978) je americký basketbalista hrající českou Národní basketbalovou ligu za tým BC Brno.
Je vysoký 193 cm, váží 81 kg.

## Kariéra v NBL
- 2006 - 2007 : BC Brno

## Statistiky
| Sezóna   | Soutěž      | Odehrané minuty | Průměr na zápas | Body | Průměr na zápas |
| -------- | ----------- | --------------- | --------------- | ---- | --------------- |
| 2005/06  | Mattoni NBL | 377.9           | 27.0            | 140  | 10.0            |
| 2006/07* | Mattoni NBL | 308.3           | 28.0            | 132  | 12.0            |

 *Rozehraná sezóna - údaje k 20.1.2007 